# Dziadula (Dolina Roztoki)

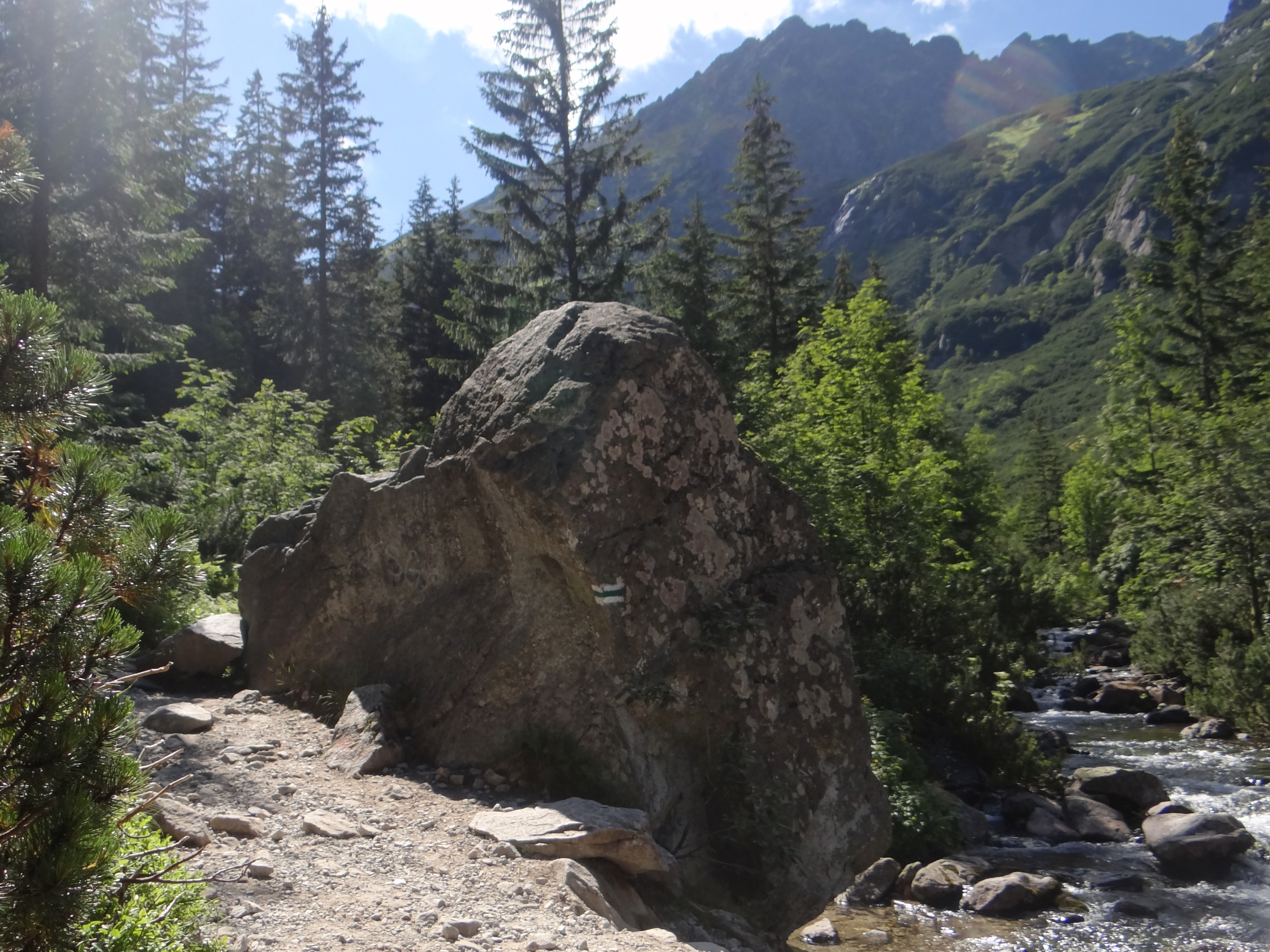
Dziadula, widok od dołu

Dziadula – duża skała w Dolinie Roztoki w polskich Tatrach Wysokich. Znajduje się tuż przy ścieżce szlaku turystycznego, pomiędzy tym szlakiem a potokiem Roztoka. Jest to podłużny blok granitu, widziany z boku przypomina kształtem żebraczkę i stąd jego nazwa. Znajduje się na wysokości około 1360 m, w górnej części Doliny Roztoki, nieco poniżej wylotu Litworowego Żlebu i Urwanego Żlebu, w miejscu, gdzie las przerzedza się i widoczne są stoki Wołoszyna i Koziego Wierchu.
W Tatrach znajdują się jeszcze inne skały o nazwie Dziadula, m.in. turniczka Dziadula w orograficznie lewej grzędzie Żlebu Żandarmerii w Dolinie Rybiego Potoku.

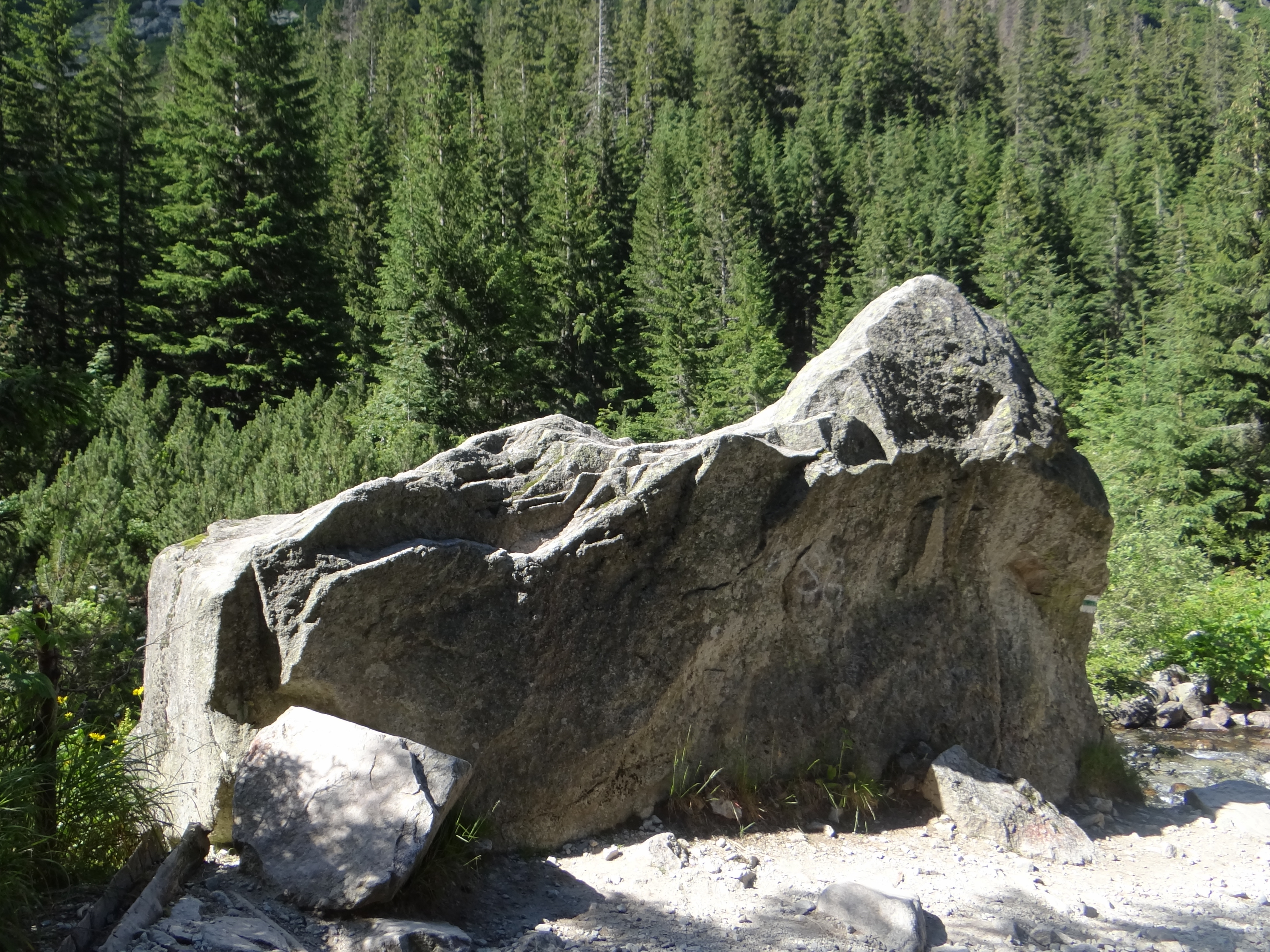
Dziadula, widok z boku

## Szlaki turystyczne
Wodogrzmoty Mickiewicza – Nowa Roztoka – Dziadula – Siklawa – Wielki Staw Polski